# Эскадренные миноносцы типа 051
Эскадренные миноносцы типа 051 (по классификации НАТО — Luda I—V class) — тип эскадренных миноносцев, состоящий на вооружении ВМС НОАК. Представляет собой почти полную копию советских эскадренных миноносцев проекта 41, более поздние модификации типа отличаются от советского прототипа составом вооружения. На 2010 год 12 из 17 построенных кораблей этого типа состоят на вооружении китайских ВМС.

## История проектирования
Ещё до полного разрыва отношений с СССР Китаю удалось получить от него полный комплект технической документации для постройки эскадренных миноносцев проекта 41. Проектирование новых китайских эсминцев шло в конструкторском бюро 701-го института в г. Ухань. Одновременно с этим в 3-й Академии КНР (Хайиньской академии электромеханических технологий) велись работы по созданию китайской противокорабельной ракеты корабельного базирования «Хайинь 1» (HY-1; по классификации НАТО — CSS-N-1 «Silkworm»). В декабре 1968 года первый корабль проекта 051 был заложен на стапеле судостроительного завода в городе Далянь.

## Модификации

### Представители
| Бортовой номер | Название    | Дата закладки | Дата спуска на воду | Вступление в строй | Флот                    | Примечание                                                                               |
| -------------- | ----------- | ------------- | ------------------- | ------------------ | ----------------------- | ---------------------------------------------------------------------------------------- |
| 105            | «Цзинань»   | декабрь 1968  | июль 1970           | декабрь 1971       | Северный флот ВМС НОАК  | В 1987 переоборудован по проекту 051H («Люйда II»).                                      |
| 106            | «Сиань»     | 1969          | 1970                | 1972               | Северный флот ВМС НОАК  | В 1991 переоборудован по проекту 051G («Люйда IV»).                                      |
| 107            | «Иньчуан»   | 1970          | 1971                | 1973               | Северный флот ВМС НОАК  | В строю.                                                                                 |
| 108            | «Синьин»    | 1973          | 1974                | 1976               | Северный флот ВМС НОАК  | В строю.                                                                                 |
| 109            | «Кайфэнь»   | 1974          | 1975                | 1977               | Северный флот ВМС НОАК  | Списан.                                                                                  |
| 110            | «Далянь»    | 1976          | 1977                | 1979               | Северный флот ВМС НОАК  | Списан.                                                                                  |
| 131            | «Нанцзинь»  | 1972          | 1973                | 1975               | Восточный флот ВМС НОАК | В строю.                                                                                 |
| 132            | «Хэфэй»     | 1976          | 1977                | 1979               | Восточный флот ВМС НОАК | В строю.                                                                                 |
| 133            | «Чоньцинь»  | 1978          | 1979                | 1980               | Восточный флот ВМС НОАК | Корабль-музей в тематическом парке «Бинхай».                                             |
| 134            | «Цзуньи»    | 1980          | 1981                | 1982               | Восточный флот ВМС НОАК | Списан.                                                                                  |
| 160            | «Гуаньчжоу» | 1973          | 1974                | 1975               | Восточный флот ВМС НОАК | В 1978 сильно повреждён от взрыва и в 1979 сдан на слом.                                 |
| 161            | «Чаньша»    | 1973          | 1974                | 1976               | Южный флот ВМС НОАК     | В строю.                                                                                 |
| 162            | «Наньинь»   | 1974          | 1975                | 1976               | Южный флот ВМС НОАК     | В строю.                                                                                 |
| 163            | «Нанчань»   | 1975          | 1976                | 1977               | Южный флот ВМС НОАК     | В строю.                                                                                 |
| 164            | «Гуилин»    | 1984          | 1985                | 1987               | Южный флот ВМС НОАК     | Списан.                                                                                  |
| 165            | «Чжанцзянь» | 1989          | 1990                | 1992               | Южный флот ВМС НОАК     | Достроен по проекту 051G («Люйда III»); в 2003 году модернизирован по проекту «Люйда V». |
| 166            | «Чжухай»    | 1988          | 1991                | 1993               | Южный флот ВМС НОАК     | Достроен по проекту 051G («Люйда V»).                                                    |